# Élections générales anglaises de 1702
 (juin 2017).
Les élections générales anglaises de 1702 se sont déroulées en Angleterre entre juillet et août 1702. Ces élections sont remportées par le parti tory.